# لودمیوووکا
لودمیوووکا (به لاتین: Ludmiłówka) یک روستا در لهستان است که در گمینا جژکوویتسه واقع شده‌است. لودمیوووکا ۵۳۰ نفر جمعیت دارد.